# 24 uur van Le Mans 1937

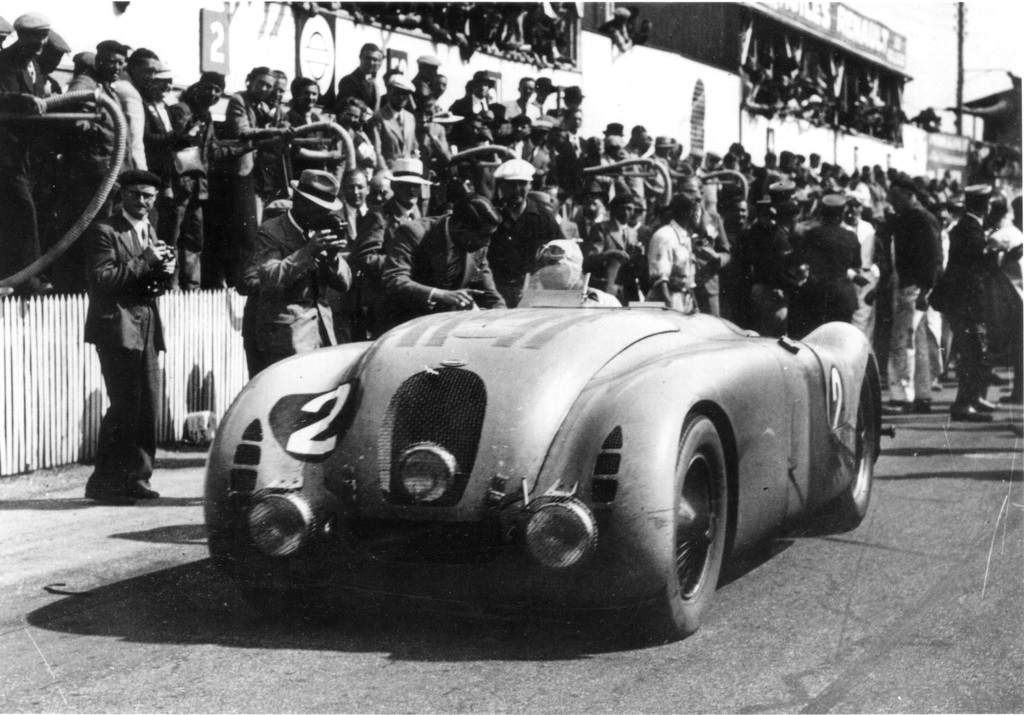
De winnende auto: de Bugatti Type 57G Tank #2.

De 24 uur van Le Mans 1937 was de 14e editie van deze endurancerace. De race werd verreden op 19 en 20 juni 1937 op het Circuit de la Sarthe nabij Le Mans, Frankrijk. Het betekende de terugkeer van de race, nadat de editie van 1936 werd afgelast vanwege stakingen door heel Frankrijk, waardoor een groot deel van de teams hun auto's niet op tijd rijklaar kon maken.
De race werd gewonnen door de Roger Labric #2 van Jean-Pierre Wimille en Robert Benoist, die allebei hun eerste Le Mans-overwinning behaalden. De 3.0-klasse werd gewonnen door de Société R.V. #19 van Jacques de Valence de Minardiere en Louis Gérard. De 1.5-klasse werd gewonnen door de John Whyte-Melville-Skeffington #37 van John Whyte-Melville-Skeffington en R.C. Murton-Neale. De 2.0-klasse werd gewonnen door de Adler #33 van Peter Graff Orssich en Rudolf Sauerwein. De 1.1-klasse werd gewonnen door de Just-Emile Vernet #48 van Just-Emile Vernet en Suzanne Largeot. De 750-klasse werd gewonnen door de Gordini #59 van Jean Viale en Albert Alin.
In de achtste ronde van de race vond een groot ongeluk plaats waarbij zes auto's betrokken waren en twee coureurs om het leven kwamen. René Kippeurt verloor de controle over zijn auto en rolde een aantal keer over de kop. De auto kwam midden op het circuit tot stilstand. Fritz Roth, die vlak achter Kippeurt reed, verloor eveneens de controle over zijn auto en ging ook over de kop. Kippeurt werd uit zijn auto geslingerd en lag 100 meter van zijn auto vandaan. Pat Fairfield wilde de auto van Roth ontwijken, maar reed hierbij tegen die van Kippeurt aan. Fairfield werd geraakt door Jean Trémoulet, die op zijn beurt weer werd geraakt door Raph en Raoul Forestier. Een andere auto met een onbekende coureur was ook betrokken bij het ongeluk. Kippeurt was op slag dood, terwijl Fairfield twee dagen later in het ziekenhuis overleed. Trémoulet en Raph raakten gewond bij het ongeluk.

## Race
Winnaars in hun klasse zijn vetgedrukt.
| Pos. | Klasse | No. | Team                            | Coureurs                                            | Chassis                                      | Motor                                   | Ronden |
| ---- | ------ | --- | ------------------------------- | --------------------------------------------------- | -------------------------------------------- | --------------------------------------- | ------ |
| 1    | 5.0    | 2   | Roger Labric                    | Jean-Pierre Wimille Robert Benoist                  | Bugatti Type 57G Tank                        | Bugatti 3.3L I8                         | 243    |
| 2    | 5.0    | 14  | Joseph Paul                     | Joseph Paul Marcel Mongin                           | Delahaye 135CS                               | Delahaye 3.6L I6                        | 236    |
| 3    | 5.0    | 10  | Ecurie Bleue                    | René Dreyfus Henri Stoffel                          | Delahaye 135CS                               | Delahaye 3.6L I6                        | 231    |
| 4    | 3.0    | 19  | Société R.V.                    | Jacques de Valence de Minardiere Louis Gérard       | Delage D6-70                                 | Delage 3.0L I6                          | 215    |
| 5    | 1.5    | 37  | John Whyte-Melville-Skeffington | John Whyte-Melville-Skeffington R.C. Murton-Neale   | Aston Martin 1½ Ulster                       | Aston Martin 1.5L I4                    | 205    |
| 6    | 2.0    | 33  | Adler                           | Peter Graff Orssich Rudolf Sauerwein                | Adler Super Trumpf Rennlimousine             | Adler 1.7L I4                           | 205    |
| 7    | 2.0    | 26  | Émile Darl'mat                  | Jean Pujol Marcel Contet                            | Darl'mat DS                                  | Peugeot 2.0L I4                         | 203    |
| 8    | 2.0    | 25  | Émile Darl'mat                  | Charles de Cortanze Maurice Serre                   | Darl'mat DS                                  | Peugeot 2.0L I4                         | 203    |
| 9    | 2.0    | 34  | Adler                           | Otto Löhr Paul von Guilleaume                       | Adler Super Trumpf Rennlimousine             | Adler 1.7L I4                           | 202    |
| 10   | 2.0    | 27  | Émile Darl'mat                  | Daniel Porthault Louis Rigal                        | Darl'mat DS                                  | Peugeot 2.0L I4                         | 197    |
| 11   | 2.0    | 31  | C.T. Thomas                     | Mortimer Morris-Goodall Robert Peverell Hichens     | Aston Martin Speed Model                     | Aston Martin 2.0L I4                    | 193    |
| 12   | 1.1    | 48  | Just-Emile Vernet               | Just-Emile Vernet Suzanne Largeot                   | Simca-Fiat 6CV                               | Fiat 1.0L I4                            | 171    |
| 13   | 1.5    | 36  | Archie Scott                    | Archie Scott Ted Halford                            | HRG 1500 Le Mans                             | Meadows 1.5L I4                         | 163    |
| 14   | 1.1    | 42  | M.K.H. Bilney                   | M.K.H. Bilney Joan Richmond                         | Ford Ten GB                                  | Ford 1.1L I4                            | 161    |
| 15   | 1.1    | 49  | H. Lesbros                      | Dimitri Calaraseano H. Lesbros                      | Adler Trumpf Junior                          | Adler 1.0L I4                           | 160    |
| 16   | 1.1    | 54  | Capt. G.E.T. Eyston             | Dorothy Stanley-Turner Joan Riddell                 | MG PB Midget                                 | MG 0.9L I4                              | 154    |
| 17   | 750    | 59  | Gordini                         | Jean Viale Albert Alin                              | Simca-Fiat Cinq                              | Fiat 0.6L I4                            | 145    |
| DNF  | 5.0    | 11  | Ecurie Bleue                    | Laury Schell René Carrière                          | Delahaye 135CS                               | Delahaye 3.6L I6                        | 193    |
| DNF  | 1.1    | 41  | Yves Giraud-Cabantous           | Yves Giraud-Cabantous Charles Rigoulot              | Chenard et Walcker                           | Chenard et Walcker 1.1L I4              | 151    |
| DNF  | 5.0    | 9   | Louis Villeneuve                | Louis Villeneuve André Vagniez                      | Delahaye 135CS                               | Delahaye 3.6L I6                        | 147    |
| DNF  | 1.1    | 46  | Gordini                         | Amédée Gordini Philippe Maillard-Brune              | Simca-Fiat Huit                              | Fiat 1.1L I4                            | 137    |
| DNF  | 2.0    | 32  | Eddie Hertzberger               | Eddie Hertzberger Albert Debille                    | Aston Martin Speed Model                     | Aston Martin 2.0L I4                    | 136    |
| DNF  | 5.0    | 1   | Roger Labric                    | Roger Labric Pierre Veyron                          | Bugatti Type 57G Tank                        | Bugatti 3.3L I8                         | 130    |
| DNF  | 1.1    | 50  | R.H. Eccles                     | Marjorie Eccles Freddie de Clifford                 | Singer Nine Le Mans Replica                  | Singer 1.0L I4                          | 121    |
| DNF  | 5.0    | 8   | André Parguel                   | André Parguel Robert Brunet                         | Delahaye 135CS                               | Delahaye 3.6L I6                        | 100    |
| DNF  | 5.0    | 18  | Raymond de Saugé Destrez        | Raymond de Saugé Destrez Genaro Léoz Abad           | Bugatti Type 57S                             | Bugatti 3.3L I8                         | 99     |
| DNF  | 1.1    | 53  | Jacques Savoye                  | Jacques Savoye Pierre Pichard                       | Singer Nine Le Mans Replica "Savoye Special" | Singer 1.0L I4                          | 93     |
| DNF  | 1.1    | 52  | Team Autosports                 | G.H. Boughton F.H. Lye                              | Singer Nine Le Mans Replica                  | Singer 1.0L I4                          | 91     |
| DNF  | 750    | 58  | Gordini                         | Adrien Alin Athos Querzola                          | Simca-Fiat Cinq                              | Fiat 0.6L I4                            | 77     |
| DNF  | 750    | 57  | Austin                          | Charles Dodson Bert Hadley                          | Austin 7                                     | Austin 0.7L I4                          | 74     |
| DNF  | 750    | 55  | R. Marsh                        | Kay Petre G. Mangan                                 | Austin 7                                     | Austin 0.7L I4                          | 72     |
| DNF  | 1.1    | 51  | Team Autosports                 | Norman Black John Donald Barnes                     | Singer Nine Le Mans Replica                  | Singer 1.0L I4                          | 72     |
| DNF  | 1.1    | 45  | Gordini                         | Jacques Blot Henri Ferrand                          | Simca-Fiat Huit                              | Fiat 1.1L I4                            | 55     |
| DNF  | 2.0    | 29  | Frazer Nash                     | Harold John Aldington A.F.P. Fane                   | Frazer Nash-BMW 328                          | BMW 2.0L I6                             | 43     |
| DNF  | 1.5    | 35  | Mme Anne-Cécile Rose-Itier      | Anne-Cécile Rose-Itier Fritz Huschke von Hanstein   | Adler Trumpf Rennlimousine                   | Adler 1.5L I4                           | 40     |
| DNF  | 5.0    | 15  | Jacques Seylair                 | Jacques Seylair Paul Bénazet                        | Delahaye 135CS                               | Delahaye 3.6L I6                        | 36     |
| DNF  | 750    | 56  | John Carr                       | Charles Goodacre Dennis Buckley                     | Austin 7                                     | Austin 0.7L I4                          | 32     |
| DNF  | 2.0    | 40  | Yves Giraud-Cabantous           | Charles Cotet Charles Roux                          | Chenard et Walcker                           | Chenard et Walcker 1.8L Supercharged I4 | 32     |
| DNF  | 5.0    | 3   | Arthur W. Fox                   | John Stuart Hindmarsh Charles Brackenbury           | Lagonda LG45                                 | Meadows 4.5L I6                         | 30     |
| DNF  | 1.5    | 39  | Ecurie Eudel                    | Jean Trévoux Guy Lapchin                            | Riley Sprite TT                              | Riley 1.5L I4                           | 11     |
| DNF  | 5.0    | 4   | Raymond Sommer                  | Raymond Sommer Giovanni Battista Guidotti           | Alfa Romeo 8C 2900A Spider                   | Alfa Romeo 2.9L Supercharged I8         | 11     |
| DNF  | 5.0    | 12  | Eugéne Chaboud                  | Eugéne Chaboud Jean Trémoulet                       | Delahaye 135CS                               | Delahaye 3.6L I6                        | 9      |
| DNF  | 5.0    | 7   | André M. Embiricos              | Nicholas S. Embiricos Raphaël Béthenod de las Casas | Talbot T150C                                 | Talbot 4.0L I6                          | 9      |
| DNF  | 1.5    | 38  | Ecurie Eudel                    | Raoul Forestier Roger Caron                         | Riley Sprite TT                              | Riley 1.5L I4                           | 8      |
| DNF  | 2.0    | 30  | BMW                             | Fritz Roth Uli Richter                              | BMW 328                                      | BMW 2.0L I6                             | 8      |
| DNF  | 2.0    | 28  | David Murray                    | David Murray Pat Fairfield                          | Frazer Nash-BMW 328                          | BMW 2.0L I6                             | 8      |
| DNF  | 3.0    | 20  | René Kippeurt                   | René Kippeurt René Poulain                          | Bugatti Type 44                              | Bugatti 3.0L I8                         | 8      |
| DNF  | 5.0    | 21  | Luigi Chinetti                  | Luigi Chinetti Louis Chiron                         | Talbot T150C                                 | Talbot 4.0L I6                          | 7      |
| DNF  | 1.1    | 44  | Gordini                         | Marino Zanardi Angelo Molinari                      | Simca-Fiat 508 S Ballila                     | Fiat 1.0L I4                            | ?      |

1923 · 1924 · 1925 · 1926 · 1927 · 1928 · 1929 · 1930 · 1931 · 1932 · 1933 · 1934 · 1935 · 1936 · 1937 · 1938 · 1939 · 1940 - 1948 · 1949 · 1950 · 1951 · 1952 · 1953 · 1954 · 1955 (Ramp) · 1956 · 1957 · 1958 · 1959 · 1960 · 1961 · 1962 · 1963 · 1964 · 1965 · 1966 · 1967 · 1968 · 1969 · 1970 · 1971 · 1972 · 1973 · 1974 · 1975 · 1976 · 1977 · 1978 · 1979 · 1980 · 1981 · 1982 · 1983 · 1984 · 1985 · 1986 · 1987 · 1988 · 1989 · 1990 · 1991 · 1992 · 1993 · 1994 · 1995 · 1996 · 1997 · 1998 · 1999 · 2000 · 2001 · 2002 · 2003 · 2004 · 2005 · 2006 · 2007 · 2008 · 2009 · 2010 · 2011 · 2012 · 2013 · 2014 · 2015 · 2016 · 2017 · 2018 · 2019 · 2020 · 2021 · 2022 · 2023 · 2024